# Plymouth Motor Truck Company
Plymouth Motor Truck Company war ein US-amerikanischer Hersteller von Kraftfahrzeugen.

## Vorgeschichte
Die Commercial Motor Truck Company aus Toledo in Ohio stellte ab 1906 Nutzfahrzeuge her. Im November 1906 wurde ein weiteres Werk in Plymouth in Ohio eröffnet. Am 10. Dezember 1908 begann die Insolvenz. Am 31. Dezember 1908 wurde Bankrott erklärt.

## Unternehmensgeschichte
Harley Fate leitete die J. D. Fate Company, die später zur Plymouth Locomotive Works führte. Er erwarb am 11. Januar 1909 die Reste der Commercial Motor Truck Company auf einer Auktion. Innerhalb von zehn Tagen gründete er das neue Unternehmen in Plymouth. Nun begann die Produktion von Nutzfahrzeugen. Außerdem entstanden 1910 einige Personenkraftwagen. Der Markenname lautete Plymouth. 1914 endete die Nutzfahrzeugproduktion. Insgesamt entstanden zwischen 150 und 200 Fahrzeuge. Im Januar 1915 wurde das Unternehmen aufgelöst. Es bestand keine Verbindung zur Automarke Plymouth von Chrysler.

## Fahrzeuge
Die Lastkraftwagen waren mit 2 und 3 Tonnen angegeben. Außerdem gab es Busse mit Platz für 20 bis 24 Personen und Fahrzeuge für Sightseeing für 20 bis 40 Personen.
Das einzige Pkw-Modell Model L war im Stile der Nutzfahrzeuge sehr stabil gebaut. Es hatte einen Vierzylindermotor von der Wisconsin Motor Manufacturing Company. Er hatte 107,95 mm Bohrung, 127 mm Hub, 4649 cm³ Hubraum und leistete 40 PS. Die Motorleistung wurde über eine oder zwei Ketten an die Hinterachse übertragen. Das Fahrgestell hatte 284 cm Radstand. Der Aufbau war ein offener Tourenwagen mit fünf Sitzen. Der Neupreis betrug 2500 US-Dollar. Insgesamt entstanden drei Pkw.